# Trithemis integra
Trithemis integra är en trollsländeart som beskrevs av Klaas-Douwe B. Dijkstra 2007. Trithemis integra ingår i släktet Trithemis och familjen segeltrollsländor. IUCN kategoriserar arten globalt som livskraftig. Inga underarter finns listade i Catalogue of Life.